# Авангард (стадіон, Макіївка)
Стадіон «Авангард» — стадіон у місті Макіївка Донецької області. Був домашньою ареною клубу «Макіїввугілля».

## Історія
Стадіон «Авангард» у Макіївці було побудовано в XX столітті, належав Ясинівському коксохімічному заводу. У сезоні 1996/97 років свої перші три домашні поєдинки на ньому зіграв донецький «Металург». У середньому на поєдинках Вищої ліги були присутніми 6 667 глядачів. Окрім цього, 18 березня 2000 року на ньому було зіграно матч «Шахтар» (Донецьк) - «Металург» (Донецьк), а 17 березня 2001 року — «Металург» (Донецьк) - «Нива» (Тернопіль), який відвідали 3 тисячі вболівальників.
У 2013 році стадіон було реконструйовано.